# Petros Haris
Petros Haris (în greacă Πέτρος Χάρης, n. 1902, Atena, Regatul Greciei – d. 5 octombrie 1998, Atena, Grecia) a fost un scriitor și academician grec.

## Biografie
Petros Haris s-a născut la Atena în anul 1902, primind la naștere numele Ioannis Marmariadis. El era fiul lui Nicolaos Marmariadis, originar din satul Kamilari, Kato Messara, Creta. După absolvirea liceului la Atena, a urmat cursurile Facultății de Drept a Universității din Atena, pe care le-a absolvit în 1924. 
La sfârșitul anului 1919 a devenit redactor al revistei «Η Διάπλασις των Παίδων» la început sub pseudonimul «Κυανόλευκο λάβαρο» (Steagul alb-albastru) și apoi sub cel de «Petros Haris», pe care l-a păstrat pentru tot restul vieții. A colaborat apoi la mai multe ziare ateniene și la revista «Νουμάς» ca redactor literar și editor. În 1924 a fondat revista literară «Νέα Γράμματα», împreună cu Ioannis M. Panagiotopoulos și Athanasios Kyriazis, dar aceasta a apărut pentru o perioadă scurtă de timp. 
În același an a avut loc lansarea primului său volum de nuvele intitulat «Η τελευταία νύχτα της γης». Primele sale creații literare sunt scrise într-un stil simbolist, promovat în Grecia de Konstantinos Hatzopoulos. Scrisul său se caracterizează printr-un stil eseistic cu o formă elaborată. Genul literar pe care l-a cultivat cu precădere a fost povestirea, dar a mai scris cărți de călătorie și două romane, Zilele mâniei în 1979 și Tornada în 1992. A lucrat la Școala de Arte Frumoase (ca secretar și apoi secretar general cu rang de Secretar General al Ministerului), de unde s-a pensionat în 1964 ca secretar general onorific. 
În 1930 a fost ales membru al Uniunii Jurnaliștilor de la Ziarele Ateniene (E.S.A.E.) și în ianuarie 1933 a preluat, împreună cu Gregorios Xenopoulos, conducerea revistei bilunare «Νέα Εστία» până în decembrie 1934. În ianuarie 1935 Gregorios Xenopoulos a plecat și Petros Haris a preluat funcția de director, pe care a deținut-o până în decembrie 1987. În 1946, sub conducerea sa, «Νέα Εστία» a fost distinsă cu premiul Academiei din Atena. Din 1947 a fost membru al comitetului pentru decernarea premiului Kostis Palamas, iar din 1951 membru al Consiliului de administrație al Teatrului Național al Greciei, membru al Societății Literare Parnassos, al comitetului de decenare a premiului național pentru literatură și teatru, precum și membru al Grupului celor Doisprezece, instituit de Kostas și Eleni Ouranis. 
În 1973 a fost ales președinte al secției literare și artistice a Academiei din Atena și a îndeplinit funcțiile de președinte al Asociației Criticilor teatrali și muzicali greci, vicepreședinte al Societății Scriitorilor Greci, de la care a plecat și a fondat Societatea Națională a Scriitorilor Greci. A fost membru al Academiei din Atena și în 1977 a fost ales președinte al acestui for cultural. El a fost distins cu Premiul național pentru literatură de călătorie pentru volumul «Πολιτείες και θάλασσες», ordinului George I în grad de comandor, crucea de aur a Mileniului Aghiorit și Crucea Sfântul Apostol și Evanghelist Marcu.

## Premii și distincții
- Premiul al II-lea la un concurs de povestiri (1919)
- Premiul național pentru literatură de călătorie pentru «Πολιτείες και θάλασσες»
- Ordinul George I în grad de comandor
- Crucea de aur aghioritică
- Crucea Sfântului Apostol și Evanghelist Marcu.
- În 1994 a fost ales doctor honoris causa al Facultății de Filosofie a Universității din Atena.

## Lista de lucrări
- (1992)	Ανεμοστρόβιλος, εκδ. Αστήρ
- (1992)	Πολιτείες και θάλασσες, Βιβλιοπωλείον της Εστίας
- (1991)	Παλιοί και σημερινοί πνευματικοί αγώνες, εκδ. Αστήρ
- (1991)	Τα δέντρα, Βιβλιοπωλείον της Εστίας
- (1989)	Η μεγάλη νύχτα (Noaptea cea lungă), Βιβλιοπωλείον της Εστίας
- (1988)	Στον αφρό και στα έλατα, Βιβλιοπωλείον της Εστίας
- (1986)	Έλληνες πεζογράφοι, Βιβλιοπωλείον της Εστίας
- (1985)	Σαράντα χρόνια κριτικής ελληνικού πεζού λόγου, εκδ. Ελληνικό Λογοτεχνικό και Ιστορικό Αρχείο (Ε.Λ.Ι.Α.)
- (1983)	Φώτα στο πέλαγος, Βιβλιοπωλείον της Εστίας
- (1982)	Κρίσιμη ώρα, εκδ. Ελληνικό Λογοτεχνικό και Ιστορικό Αρχείο (Ε.Λ.Ι.Α.)
- (1982)	Ρεμβασμός στο χάρτη, Βιβλιοπωλείον της Εστίας
- (1981)	Έλληνες πεζογράφοι, Βιβλιοπωλείον της Εστίας
- (1981)	Σαράντα χρόνια κριτικής ελληνικού πεζού λόγου, εκδ. Ελληνικό Λογοτεχνικό και Ιστορικό Αρχείο (Ε.Λ.Ι.Α.)
- (1979)        Ημέρες οργής (Zilele mâniei), Βιβλιοπωλείον της Εστίας
- (1979)	Έλληνες πεζογράφοι, Βιβλιοπωλείον της Εστίας
- (1979)	Η Κίνα έξω από τα τείχη, Βιβλιοπωλείον της Εστίας
- (1979)	Η τελευταία νύχτα της γης, Βιβλιοπωλείον της Εστίας
- (1976)	Έλληνες πεζογράφοι, Βιβλιοπωλείον της Εστίας
- (1974)	Αθώα και οργισμένα νιάτα, Βιβλιοπωλείον της Εστίας
- (1974)	Στα γαλάζια νερά, Βιβλιοπωλείον της Εστίας
- (1973)	Έλληνες πεζογράφοι, Βιβλιοπωλείον της Εστίας
- (1969)        Η μεγάλη νύχτα
- (1969)	Έλληνες πεζογράφοι, Βιβλιοπωλείον της Εστίας
- (1968)	Έλληνες πεζογράφοι, Βιβλιοπωλείον της Εστίας
- (1962)        Δρόμος 100 μέτρων
- (1958)        Όταν οι Άγιοι κατεβαίνουν στη γη
- (1958)        Φώτα στο πέλαγος
- (1953)	Έλληνες πεζογράφοι, Βιβλιοπωλείον της Εστίας
- (1944)	Μακρινός κόσμος
- (1924)        Η τελευταία νύχτα της γης

## Studii și eseuri
- (1943)      Κ.Γ.Καρυωτάκης
- (1953-1983) Ελληνες πεζογράφοι – 8 vol.
- (1963)      Κ.Ουράνης
- (1963-1975) Μικρή πινακοθήκη – 2 vol.
- (1981)      Σαράντα χρόνια κριτικής του ελληνικού πεζού λόγου
- (1944)      Κρίσιμη ώρα
- (1945)      Οταν η ζωή γίνεται όνειρο
- (1962)      Μεταπολεμικός κόσμος
- (1963)      Η ζωή και η τέχνη
- (1987)      Συνομιλίες με φίλους
- (1990)      Τα δένδρα
- (1991)      Παλιοί και σημερινοί πνευματικοί αγώνες

## Cărți de călătorie
- (1955) Πολιτείες και θάλασσες, a obținut Premiul Academiei din Atena și Premiul național
- (1957) Παλιοί και νέοι δρόμοι
- (1960) Η Κίνα έξω από τα τείχη
- (1961) Δαλματικές ακτές
- (1962) Βράχια, κουπιά και όνειρα
- (1965) Ο κόσμος και οι Έλληνες
- (1974) Στα γαλάζια νερά

## Contribuții în volume colective
- (2010)	Δίστομο 10 Ιουνίου 1944: Το ολοκαύτωμα, εκδ. Σύγχρονη Έκφραση
- (2009)	Η κριτική για τον Άλκη Θρύλο, εκδ. Ίδρυμα Κώστα και Ελένης Ουράνη
- (2008)	Μ. Καραγάτσης 1908-2008, εκδ. Εθνικό Κέντρο Βιβλίου
- (2007)	Αποτύπωση της Ιουλίας Ιατρίδη, εκδ. Ευθύνη
- (2007)	Νίκος Καζαντζάκης, εκδ. Ελευθεροτυπία
- (2005)	Παιδιά του κόσμου, εκδ. Επίλογος
- (1996)	Σπουδή στον ποιητή Γ. Θ. Βαφόπουλο, εκδ. Ευθύνη
- (1993)	Μνήμη του ποιητή Νικηφόρου Βρεττάκου (1912-1991), εκδ. Δόμος
- (1993)	Το Εικοσιένα, εκδ. Ευθύνη
- (1992)	Η κριτική παρουσία του Πέτρου Σ. Σπανδωνίδη, εκδ. Ευθύνη
- (1983)	Το πέρασμα του Μηνά Δημάκη, εκδ. Ευθύνη
- (1982)	Σικελιανός. Η συνάντηση των Δελφών, εκδ. Ευθύνη
- (1979)	Η νεοελληνική κριτική για τον Παντελή Πρεβελάκη, εκδ. Ευθύνη
- (1978)	Η 28η Οκτωβρίου 1940, εκδ. Ίδρυμα Κώστα και Ελένης Ουράνη [επιμέλεια, κείμενα]
- (1977)	Συλλογικό έργο, Το Εικοσιένα, εκδ. Ίδρυμα Κώστα και Ελένης Ουράνη [επιμέλεια]

## Traduceri
- (1982) Maurice Maeterlinck, Το γαλάζιο πουλί (Pasărea albastră), εκδ. Σχολή Μωραΐτη
- (1994) Stendhal, Οι Τσέντσι (Familia Cenci), εκδ. Βιβλιοπωλείον της Εστίας
- (1999) Stendhal, Το κόκκινο και το μαύρο (Roșu și negru), εκδ. Βιβλιοπωλείον της Εστίας
- (2008) Stendhal, Το κόκκινο και το μαύρο (Roșu și negru),  εκδ. Βιβλιοπωλείον της Εστίας